# Convair B-58 Hustler
Convair B-58 Hustler är ett amerikanskt bombflygplan konstruerat av flygplanstillverkaren Convair under 1950-talet. Det var det första bombflygplanet i världen som kunde uppnå dubbla ljudhastigheten.

## Bakgrund
När bombflygplanen B-47 Stratojet och B-52 Stratofortress konstruerades kort efter andra världskriget var de konstruerade efter samma koncept som de krigstida bombflygplanen. B-52:an och B-47:an kunde dock flyga längre och fortare, men de var fortfarande avsedda att i grupp och från hög höjd fälla bomber. Det gjorde dem sårbara för nyutvecklade luftvärnsrobotsystem som S-75 Dvina som kunde nå mål på över 16 000 meters höjd. När även jaktflygplan började få överljudskapacitet blev hotet än mer påtagligt. För att kunna anfalla välförsvarade mål behövdes ett bombflygplan som kunde flyga både snabbare och högre än tidigare.

## Konstruktion
B-58 byggde vidare på erfarenheterna från Convairs jaktflygplan F-102 Delta Dagger och F-106 Delta Dart. Med deltavinge svept 60° och med fyra J79-motorer från General Electric (samma motor som i F-4 Phantom II och F-104 Starfighter) var den mer än dubbelt så snabb som B-47 och B-52. Den var konstruerad för att tränga igenom fientligt luftförsvar och leverera en enda kraftig atombomb.
Kravet på hög hastighet satte en maxgräns på flygplanets storlek och därmed också dess räckvidd. Ursprungligen var det meningen att flygplanet skulle bäras under kroppen av en B-36 Peacemaker och fällas när de närmade sig fientligt luftrum. Det konceptet övergavs 1951 till förmån för lufttankning. Samtidigt övergav försvaret också tanken på att vapenkapseln också skulle innehålla ytterligare en jetmotor för att ge flygplanet högre anfallshastighet. Under 1953 konstruerades stora delar av flygplanet om efter transsoniska arearegeln vilket ökade maxhastigheten från de beräknade mach 1,3–1,5 till mach 2,0. 
Den stora vapenkapseln (se ritning) visade sig vara ett problem när man skulle applicera arearegeln vilket gjorde att attackradarn flyttades från vapenkapseln till flygplanets nos. Kvar i vapenkapseln var nu bara 1355 liter jetbränsle och en W39 vätebomb med en maximal sprängkraft på 3,8 megaton.
För att tåla påfrestningarna vid långvarig flygning i överljudsfart utvecklade Convair ett nytt material för vingpanelerna. De bestod av en sandwich-konstruktion bestående av aluminiumplåt ytterst och ett bikakemönster av glasfiberarmerad fenolplast mellan. På panelerna bakom de inre motorernas utblås är ytterlagret gjort av rostfritt stål i stället för aluminium.
För att besättningen ska överleva en utskjutning i dubbla ljudhastigheten är varje raketstol försedd med en skyddskapsel, som automatiskt sluter sig vid utskjutning eller vid förlust av kabintryck. Förarna kan flyga flygplanet inifrån en sluten kapsel och ett fönster i kapseln gör att han kan se instrumenten. Kapseln gör också att besättningen vid en utskjutning får med sig mer överlevnadsutrustning än vad som annars varit möjligt.

## Bilder

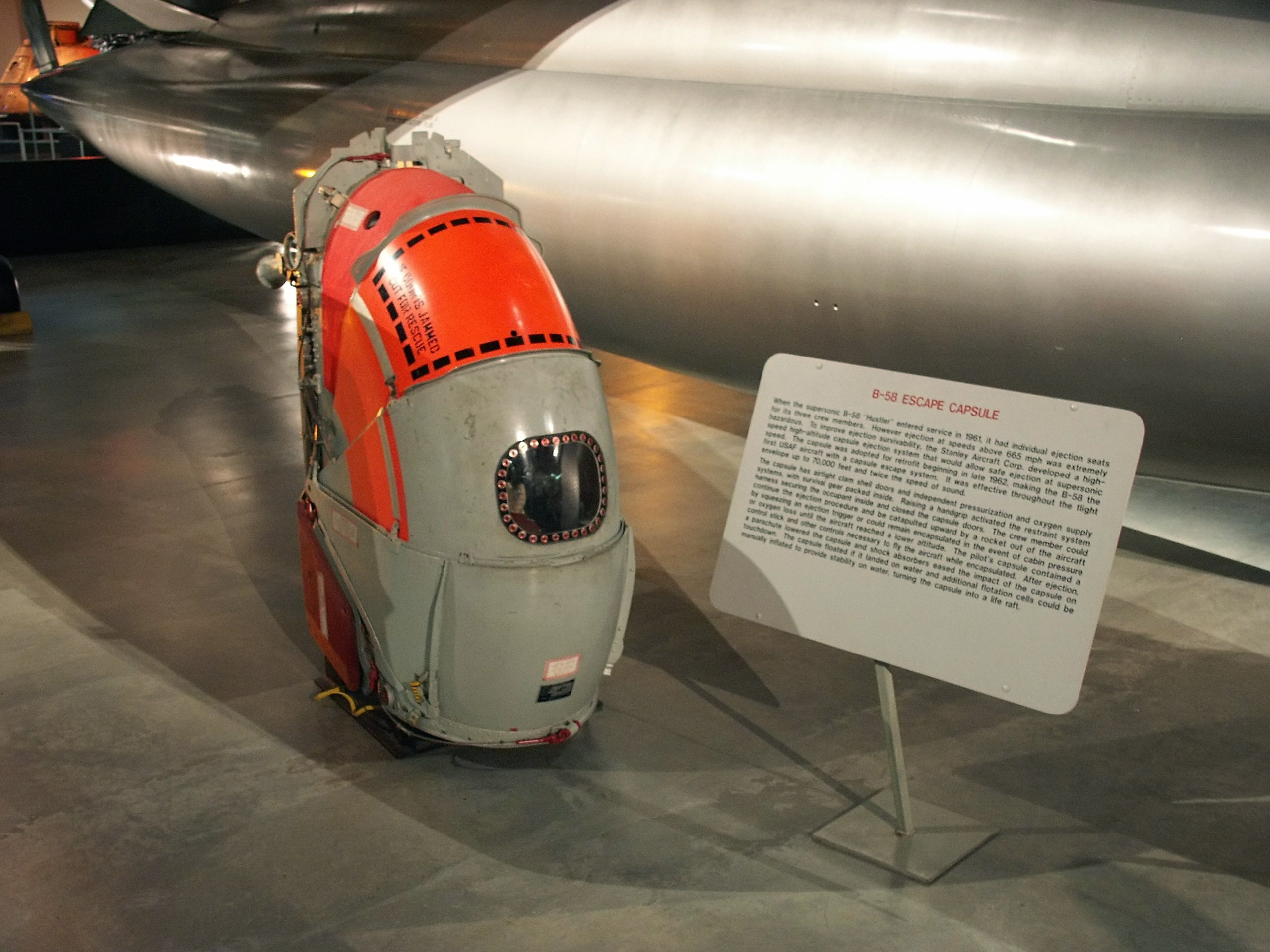
En utskjutningskapsel som skyddar besättningsmannen vid utskjutning.
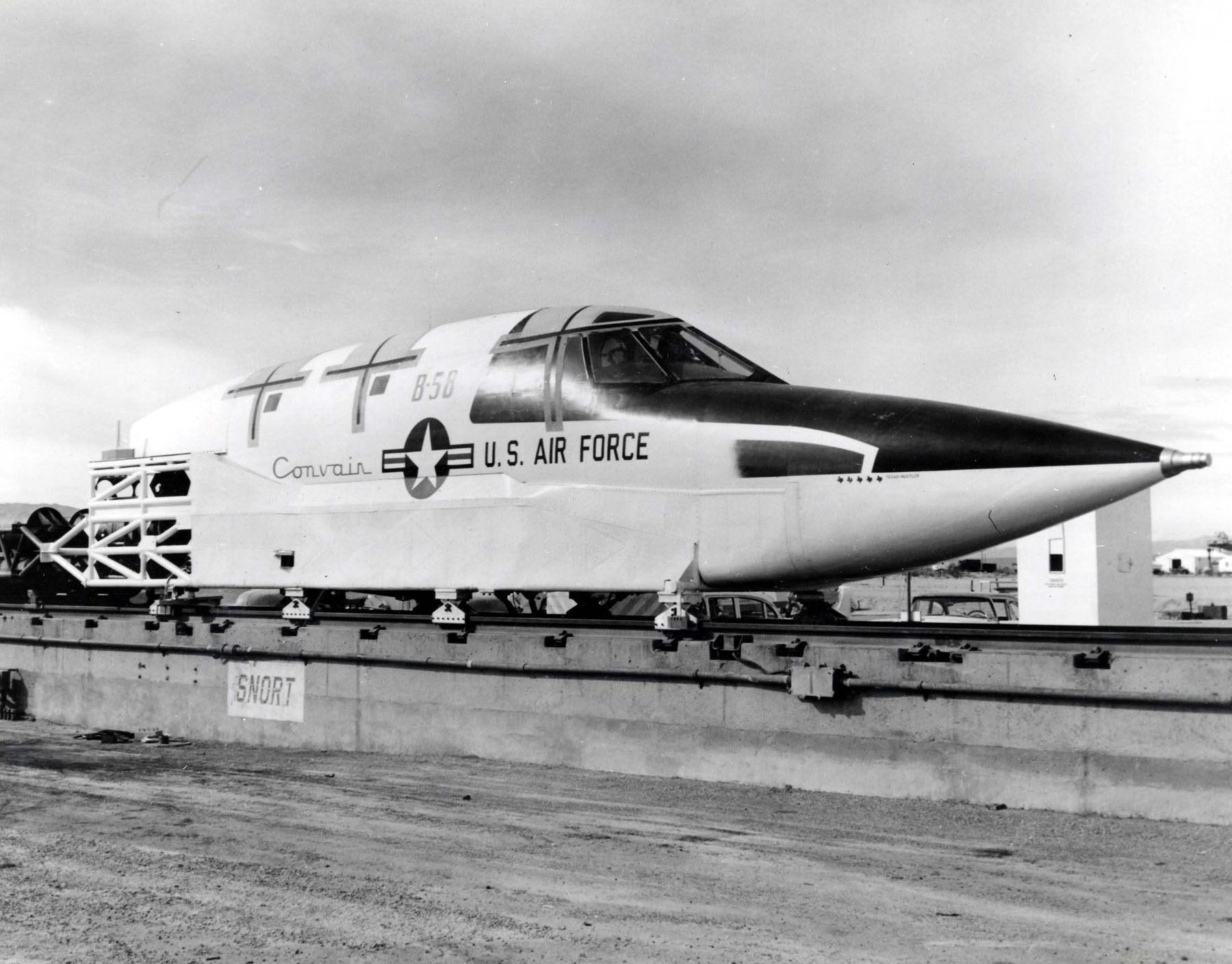
Släde som användes för utprovning av utskjutningskapseln.
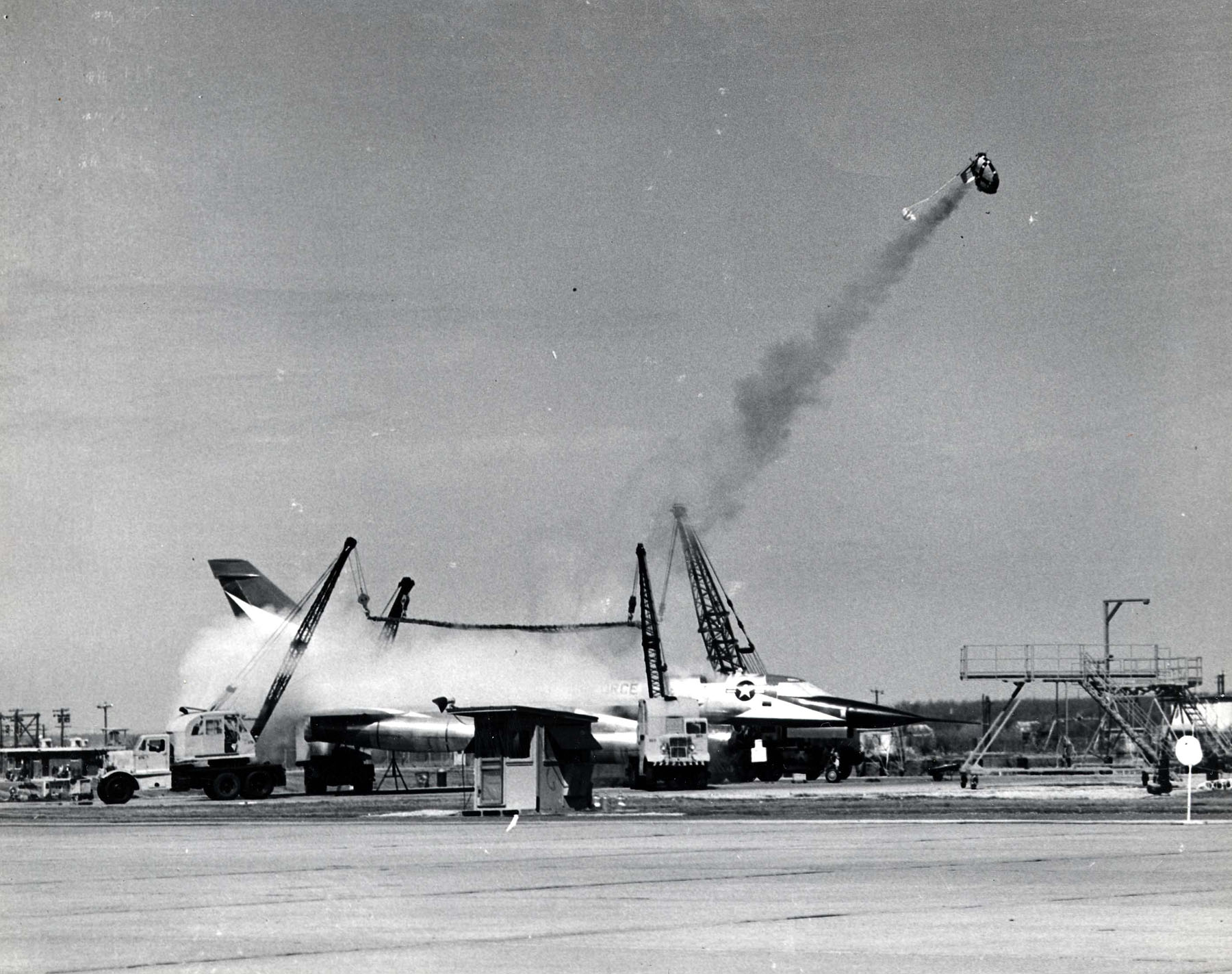
Test av utskjutningskapseln. Vid utprovningen spändes en björn fast i raketstolen.
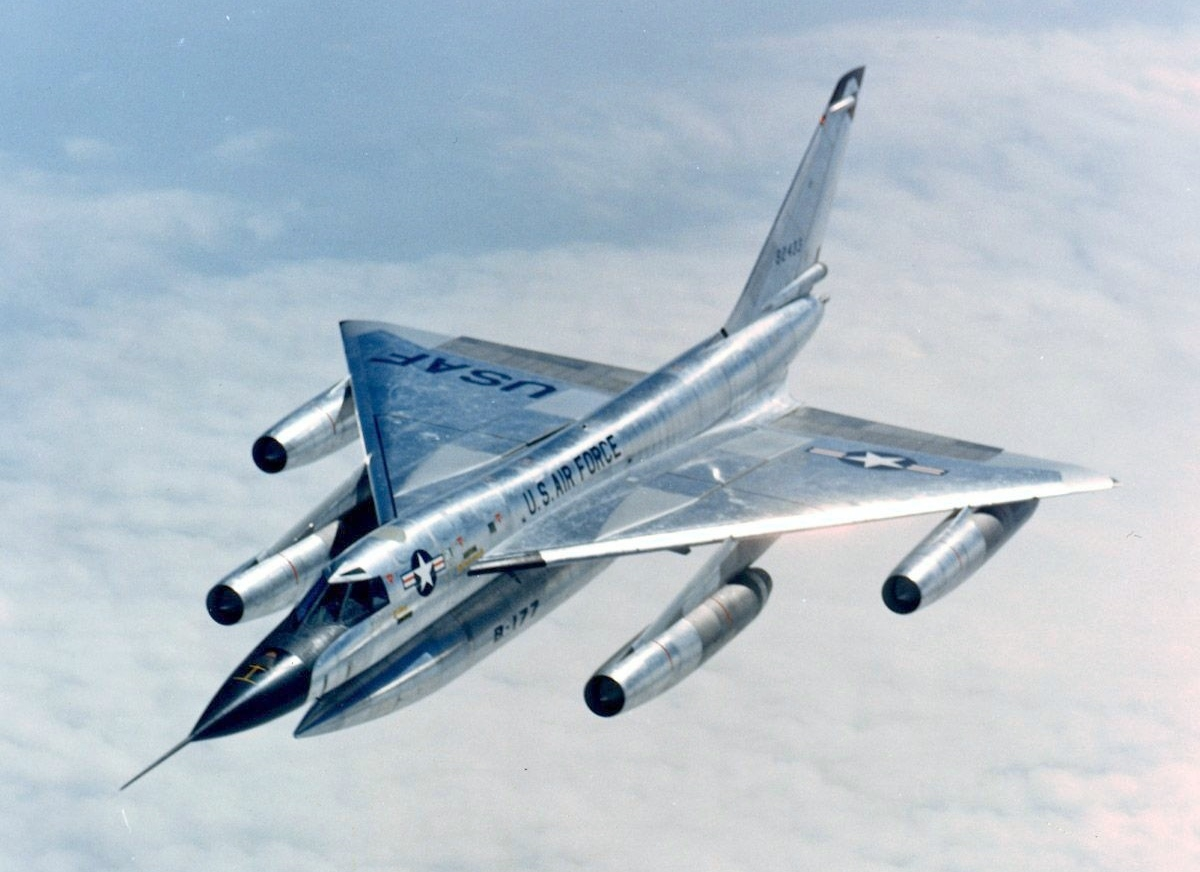
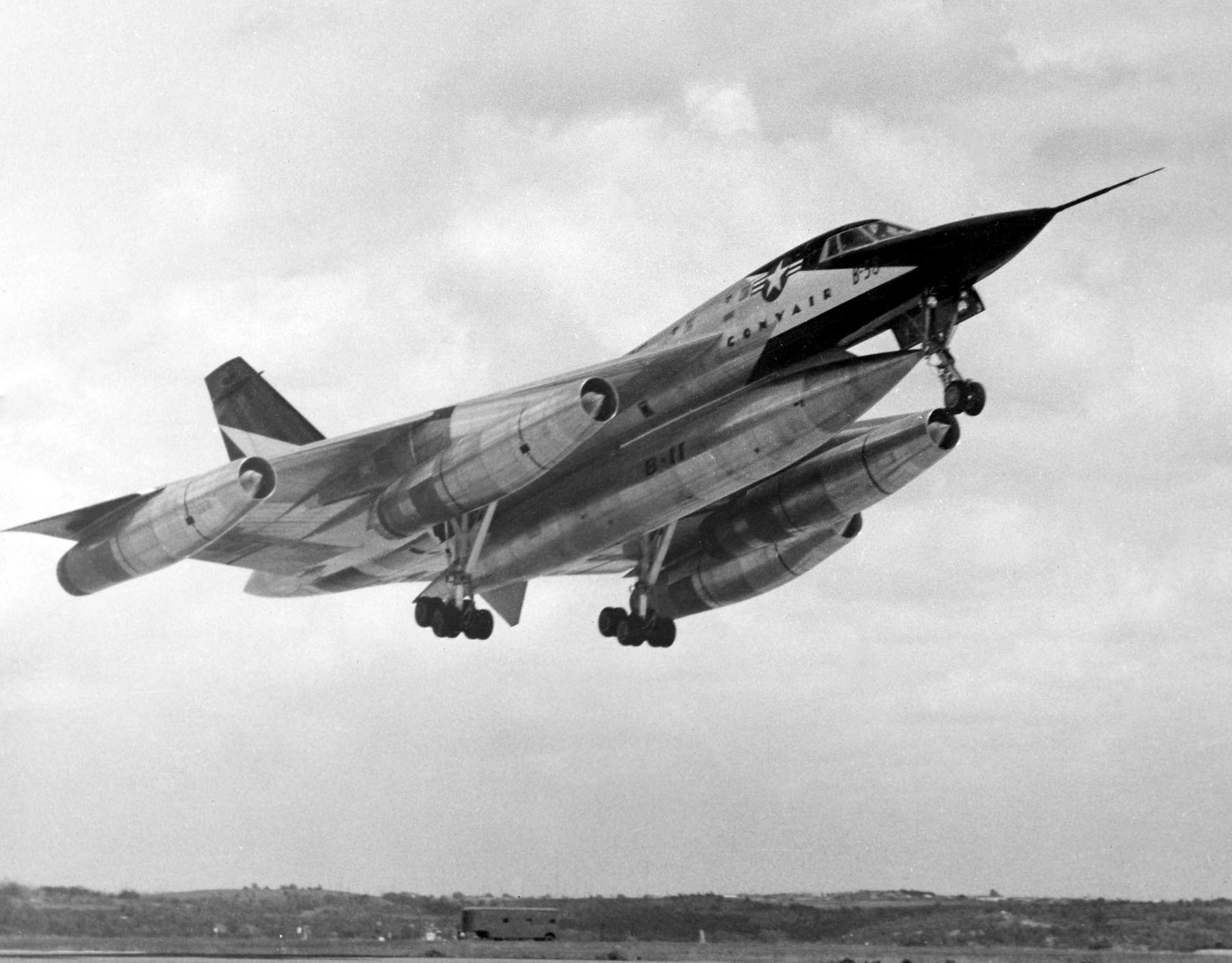
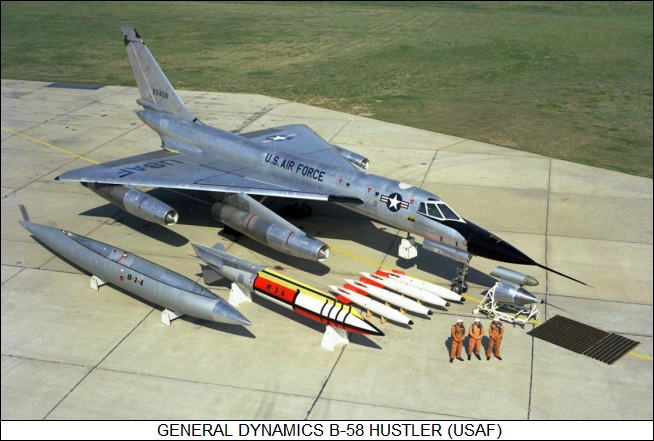
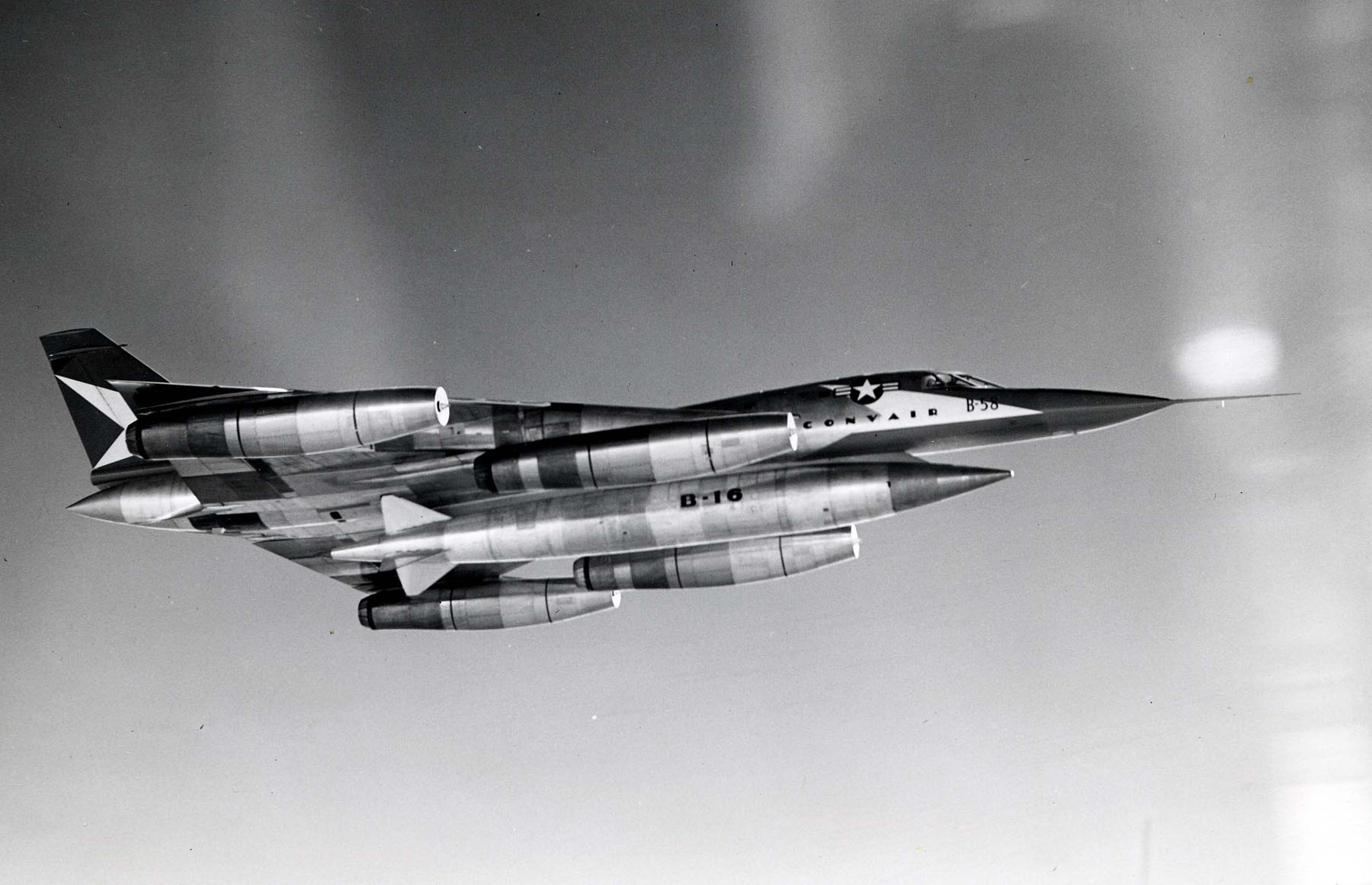